# Baie Verte (Newfoundland och Labrador)
Baie Verte är en ort i Kanada.   Den ligger i provinsen Newfoundland och Labrador, i den östra delen av landet, 1 500 km öster om huvudstaden Ottawa. Baie Verte ligger 4 meter över havet och antalet invånare är 1 370.
Terrängen runt Baie Verte är platt österut, men västerut är den kuperad. Baie Verte ligger nere i en dal. Runt Baie Verte är det mycket glesbefolkat, med 3 invånare per kvadratkilometer.. Baie Verte är det största samhället i trakten. 
I omgivningarna runt Baie Verte växer i huvudsak barrskog.